# Boliarov
Boliarov (bis 1927 slowakisch „Boľarov“; ungarisch Bolyár) ist eine Gemeinde im Osten der Slowakei mit 1074 Einwohnern (Stand 31. Dezember 2024), die zum Okres Košice-okolie, einem Teil des Košický kraj, gehört.

## Geographie
Die Gemeinde befindet sich im Ostteil des Talkessels Košická kotlina im Tal des Baches Boliarovský potok im Einzugsgebiet der Olšava und somit des Hornád. Das Ortszentrum liegt auf einer Höhe von 301 m n.m. und ist 25 Kilometer von Košice entfernt (Straßenentfernung).
Nachbargemeinden sind Kecerovce (Ortsteile Kecerovské Pekľany und Kecerovské Kostoľany) im Nordwesten und Norden, Mudrovce im Nordosten, Rankovce im Osten und Südosten, Bačkovík im Süden, Čakanovce im Südwesten und Čižatice im Westen.

## Geschichte
Boliarov wurde zum ersten Mal 1289 als Balar schriftlich erwähnt, weitere historische Bezeichnungen sind unter anderen Bolyar (1370) und Bolyarow (1773). Das Dorf war Besitz der Familie Aba aus Drienov, im 14. Jahrhundert stand hier eine Mühle, 1427 wurden 20 Porta verzeichnet. Im 17. Jahrhundert hatte die Familie Segney Gutsanteile, im 19. Jahrhundert hingegen die Familie Péchy. Im frühen 18. Jahrhundert flüchteten die Untertanen und ließen einen menschenleeren Ort hinter sich. 1787 hatte die Ortschaft 43 Häuser und 340 Einwohner, viele von ihnen Untermieter, 1828 zählte man 54 Häuser und 406 Einwohner.
Bis 1918/1919 gehörte der im Komitat Sáros liegende Ort zum Königreich Ungarn und kam danach zur Tschechoslowakei beziehungsweise heute Slowakei.

## Bevölkerung
| Jahr                | 1994 | 2004     | 2014     | 2024     |
| ------------------- | ---- | -------- | -------- | -------- |
| Anzahl der Personen | 486  | 625      | 826      | 1074     |
| Unterschied         |      | +28,60 % | +32,16 % | +30,02 % |

| Jahr                | 2023 | 2024    |
| ------------------- | ---- | ------- |
| Anzahl der Personen | 1051 | 1074    |
| Unterschied         |      | +2,18 % |

Gemäß der Volkszählung 2011 wohnten in Boliarov 780 Einwohner, davon 628 Slowaken, 130 Roma und drei Magyaren. Ein Einwohner gab eine andere Ethnie an und 18 Einwohner machten keine Angabe zur Ethnie.
367 Einwohner bekannten sich zur römisch-katholischen Kirche, 170 Einwohner zur Evangelischen Kirche A. B., 18 Einwohner zu den Zeugen Jehovas, neun Einwohner zur reformierten Kirche, fünf Einwohner zur griechisch-katholischen Kirche sowie jeweils ein Einwohner zur apostolischen Kirche und zur orthodoxen Kirche. 83 Einwohner waren konfessionslos und bei 126 Einwohnern wurde die Konfession nicht ermittelt.

## Baudenkmäler
- römisch-katholische Dreifaltigkeitskirche im barock-klassizistischen Stil aus dem Jahr 1770[6]
- evangelische Kirche
- Glockenturm im Secessionsstil aus dem Jahr 1934
- Wassermühle aus dem Jahr 1937

## Verkehr
Durch Boliarov führt die Straße 3. Ordnung 3295 von Bidovce (Anschluss an die Straße 2. Ordnung 576) nach Kecerovce.